# بازی رایانه‌ای

قطعات یک رایانه شخصی مورد نیاز برای بازی‌های رایانه‌ای: ۱.نمایشگر ۲. مادربورد ۳.پردازنده (ریز پردازنده) ۴.حافظه اصلی (رَم)۵.کارت‌های توسعه (کارت گرافیک و …) ۶.منبع تغذیه ۷.دیسک نوری ۸.حافظه فرعی (دیسک سخت) ۹.صفحه‌کلید ۱۰.موشواره

بازی رایانه‌ای یا بازی رایانۀ شخصی (به انگلیسی: PC game یا Computer game) یک نوع بازی ویدئویی است که به‌جای اجرا روی کنسول بازی ویدئویی یا دستگاه آرکید، در رایانۀ شخصی انجام می‌شود. بازی‌های رایانه‌ای از سال ۱۹۸۳ به‌ویژه در اروپا رایج شدند. این زمان، زمان کدگذاری اتاق خواب نام گرفت. این بازی‌ها از سال ۲۰۰۰ به‌صورت دیجیتالی مورد انتشار قرار گرفتند. این بازی‌ها به‌صورت رایگان یا به‌عنوان محصول تجاری عرضه شده و معمولاً با لوح فشرده یا دی‌وی‌دی یا اتصال اینترنتی فراهم می‌شوند.

## تاریخچه
شرکت‌ها بازی‌ها را قسمتی هم عرضه می‌کنند که کوتاه‌ترند.

## انواع فناوری
- شبکه محلی
- بازی برخط احتیاج به کارت شبکه (داخل تخته مدار اصلی) دارد.
- برابرساز شبیه‌ساز

بازی‌ها احتیاج به کارت گرافیک و پردازنده مرکزی پرسرعت دارند.

### نرم‌افزار
- دایرکت‌اکس برای هماهنگی سخت افزار است.
- قفل‌گشایی
- گرداننده یا راه‌انداز سخت‌افزار[۵][۶]
- نرم افزار استیم بزرگترین فروشگاه بازی است.[۷][۸]

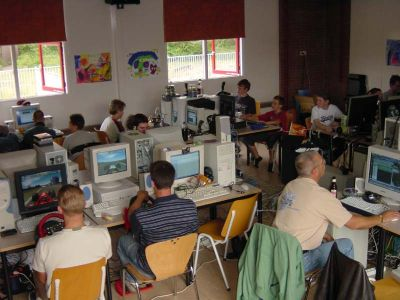
یک مهمانی شبکه‌ای (LAN party) در هلند در سال ۲۰۰۳

## موزه بازی‌های رایانه‌ای برای کتاب مطالعات بازی
موزه‌های بازی‌های رایانه‌ای بسیاری در سرتاسر جهان وجود دارد:
- در سال ۲۰۱۱ در برلین، موزه‌ای افتتاح شد که محل نگهداری بازی‌های رایانه‌ای از دهه ۱۹۷۰ تاکنون است.
- موزه هنر و سرگرمی‌های دیجیتال، در اوکلند کالیفرنیا نیز نمایشگاه بازی‌های رایانه‌ای است که در آن مجموعه، این‌گونه بازی‌ها به صورت کلی جمع‌آوری شده‌اند.
- موزه بازی در رم به نگهداری از بازی‌های رایانه‌ای اختصاص داده شده‌است.
- موزه تاریخ رایانه در مانتین ویو در کالیفرنیا دارای مجموعه‌ای از بازی‌های رایانه است و به بازدیدکنندگان اجازه بازی با نخستین بازی ویدئویی یعنی بازی جنگ فضایی را می‌دهد.